# Eclipse (EP)
Eclipse (tiếng Hàn: 이클립스; Romaja: Ikeullipseu) là mini-album thứ ba của nhóm nhạc nữ Hàn Quốc EXID phát hành vào ngày 10 tháng 4 năm 2017, được sản xuất bởi Banana Culture và phân phối bởi Sony Music. Mini-album gồm có tất cả sáu bài hát với bài hát chủ đề "Night Rather Than Day" (tiếng Hàn: 낮보다는 밤; Romaja: Natbodaneun Bam). EXID sẽ quảng bá mini-album với đội hình bốn người, bao gồm LE, Hani, Hyerin và Junghwa do Solji vẫn đang được điều trị chứng cường giáp.

## Bối cảnh và phát hành
Một số nguồn tin cho rằng EXID sẽ trở lại vào đầu năm 2017. Tuy nhiên, do Solji được chẩn đoán mắc phải chứng cường giáp không lâu trước đó, màn trở lại của nhóm bị lùi lại cho tới cuối mùa xuân. Tiếp đó, Banana Culture xác nhận EXID sẽ trở lại vào tháng 4 nhưng chưa rõ ngày cụ thể, và nhóm sẽ chỉ quảng bá với đội hình 4 người.
20 tháng 3 năm 2017, EXID chính thức xác nhận nhóm sẽ trở lại với đội hình 4 ngươi gồm LE, Hani, Hyerin, Junghwa vào ngày 10 tháng 4. Hai ngày sau, bài hát được tiết lộ sẽ được sản xuất bởi Shinsadong Tiger và thành viên LE. 27 tháng 3, nhóm cho biết mini-album lần này sẽ mang tên Eclipse và có 6 bài hát, bao gồm cả bản instrumental của bài hát chủ đề. Từ 30 tháng 3 đến 2 tháng 4, ảnh teaser cá nhân và cả nhóm lần lượt được tung ra.
Eclipse được phát hành vào 12 giờ trưa KST, ngày 10 tháng 4 năm 2017 thông qua nhiều trang âm nhạc trược tuyến bao gồm Melon và cả iTunes cho thị trường quốc tế.
Tên của mini-album là Eclipse, ý muốn gợi đến hình ảnh nguyệt thực một phần của mặt trăng. Hiện tại, EXID đang tạm thời quảng bá với đội hình bốn thành viên do Solji đang phải tạm thời dừng mọi hoạt động để tập trung hồi phục sức khỏe. Cho nên chúng tôi đã chọn tên "Eclipse". Mang ý nghĩa mặt trăng chỉ bị tối đi trong một khoảng thời gian, nhưng khi nguyệt thực qua đi, mặt trăng sẽ sáng trở lại, cũng như EXID sẽ quay lại và tiếp tục tỏa sáng với đầy đủ năm thành viên.— LE

## Video âm nhạc
Vào 2 tháng 4 năm 2017, thành viên Hani đăng một đoạn teaser ngắn trên tài khoản Instagram cá nhân, tiết lộ một phân cảnh trong video âm nhạc của ca khúc chủ đề "Night Rather Than Day". Một ngày sau, teaser video đầu tiên được chính thức phát hành thông qua kênh Youtube chính thức của nhóm. 4 tháng 4, teaser của từng thành viên được công bố
Video âm nhạc được chính thức phát hành vào 12:00PM (KST).

## Quảng bá
EXID có sân khấu trở lại đầu tiên trên SBS MTV The Show vào ngày 11 tháng 4 năm 2017, nhóm biểu diễn hai ca khúc "Boy" và "Night Rather Than Day". Nhóm tiếp tục quảng bá những ngày tiếp theo trên MBC Music Show Champion, Mnet M Countdown, KBS Music Bank, MBC Show! Music Core và SBS Inkigayo.

## Hiệu suất thương mại
Eclipse lọt vào vị trí 5 trên Gaon Album Chart trong bảng xếp hạng từ 9-15 tháng 4 năm 2017. Mini-album còn lọt vào và có thứ hạng cao nhất là 4 trên Billboard World Albums tong bảng xếp hạng tính đến 29 tháng 4 năm 2017. In its second week, the EP placed at number 10.

### Đĩa đơn
"Night Rather Than Day" đứng vị trí thứ 9 trên Gaon Digital Chart trong bảng xếp hạng từ 9-15, 2017 với 94,225 lượt mua tải về và 1,719,902 lượt xem trực tiếp.

## Danh sách nhạc
| STT              | Nhan đề                                     | Phổ lời                     | Phổ nhạc                    | Sắp xếp                      | Thời lượng |
| ---------------- | ------------------------------------------- | --------------------------- | --------------------------- | ---------------------------- | ---------- |
| 1.               | "Boy"                                       | Shinsadong Tiger LE         | Shinsadong Tiger Jion LE    | Shinsadong Tiger Jion        | 3:27       |
| 2.               | "Night Rather Than Day" (낮보다는 밤)       | Shinsadong Tiger Keebomb LE | Shinsadong Tiger Keebomb LE | Shinsadong Tiger             | 3:18       |
| 3.               | "How Why"                                   | Shinsadong Tiger LE         | Shinsadong Tiger LE         | Shinsadong Tiger             | 3:51       |
| 4.               | "Milk" (우유; Hani Solo)                    | Monster Factory EJAE        | Monster Factory MadeBy EJAE | MadeBy                       | 3:24       |
| 5.               | "Velvet"                                    | LE                          | LE CHITWNMUSIC              | Shinsadong Tiger CHITWNMUSIC | 3:12       |
| 6.               | "Night Rather Than Day inst." (낮보다는 밤) | Shinsadong Tiger Keebomb LE | Shinsadong Tiger Keebomb LE | Shinsadong Tiger             | 3:18       |
| Tổng thời lượng: | Tổng thời lượng:                            | Tổng thời lượng:            | Tổng thời lượng:            | Tổng thời lượng:             | 20:30      |

## Bảng xếp hạng

### Xếp hạng tuần
| Bảng xếp hạng (2017)        | Thứ hạng cao nhất |
| --------------------------- | ----------------- |
| Hàn Quốc (Gaon Album Chart) | 5                 |
| Mỹ (Billboard World Albums) | 4                 |

## Lịch sử phát hành
| Vùng     | Ngày                | Định dạng                | Hãng đĩa                   |
| -------- | ------------------- | ------------------------ | -------------------------- |
| Hàn Quốc | 10 tháng 4 năm 2017 | CD, tải nhạc kỹ thuật số | Banana Culture, Sony Music |
| Thế giới | 10 tháng 4 năm 2017 | CD, tải nhạc kỹ thuật số | Banana Culture             |